# Puszczykowo
Puszczykowo è una città polacca del distretto di Poznań nel voivodato della Grande Polonia.
Ricopre una superficie di 16,65 km² e nel 2004 contava 9 177 abitanti.